# Kościół św. Wojciecha w Sadkach
Kościół świętego Wojciecha – rzymskokatolicki kościół parafialny należący do parafii pod tym samym wezwaniem (dekanat Nakło diecezji bydgoskiej).
Obecna murowana świątynia została zbudowana w latach 1748-1767 i ufundowana przez Wojciecha hrabiego Bnińskiego. Projektantem kościoła był architekt Markier ze Szczecinka, który na początku był kierownikiem prac budowlanych. Po jego śmierci obowiązki architekta pełnili kolejno Paweł Pilgram i Dawid Fecell. Ostatecznie budowa została ukończona przez Gottfrieda Obereicha. Nieukończona jeszcze budowla została poświęcona w 1755 roku przez księdza Brzezińskiego. W latach 1934–1935 elewacje zostały otynkowane, natomiast polichromia wnętrza została wykonana przez Józefa Piekarka.
Podczas okupacji niemieckiej świątynia została zamknięta. W latach 1964–1965 wnętrze kościoła zostało odrestaurowane i wymalowane. W 1974 roku wieża budowli została poddana konserwacji, polegającej na wymianie gontów na blachę miedzianą. Następny remont świątyni został przeprowadzony w 1978 roku, prace polegały na odnowieniu polichromii i całego umeblowania. Wstawiona została także krata ozdobna chroniąca wejście główne.